# Lista de deputados estaduais de Tocantins da 5.ª legislatura
Esta é a lista de deputados estaduais de Tocantins para a legislatura 2003–2007. Nas eleições estaduais, foram eleitos 24 deputados estaduais.

## Composição das bancadas
| Partido | Líder                 | Bancada | Posição      |
| ------- | --------------------- | ------- | ------------ |
| PFL     | Ângelo Agnolin        | 6 / 24  | Governo      |
| PPB     | Laurez Moreira        | 4 / 24  | Governo      |
| PMDB    | Paulo Sidney          | 4 / 24  | Independente |
| PSDB    | José Augusto Pugliesi | 4 / 24  | Oposição     |
| PTB     | Walfredo Reis         | 2 / 24  | Governo      |
| PL      | Fabion Gomes          | 2 / 24  | Oposição     |
| PPS     | Solange Duailibe      | 1 / 24  | Oposição     |
| PT      | Amália Santana        | 1 / 24  | Oposição     |

## Deputados Estaduais
Estavam em jogo 24 cadeiras na Assembleia Legislativa do Tocantins.
| Número | Deputados estaduais eleitos | Partido | Votação | Percentual | Cidade onde nasceu      | Unidade federativa |
| 25222  | Vicentinho Alves            | PFL     | 19.821  | 3,34%      | Porto Nacional          | Tocantins          |
| 22111  | Fabion Gomes                | PL      | 15.169  | 2,56%      | Tocantinópolis          | Tocantins          |
| 25400  | Ângelo Agnolin              | PFL     | 13.840  | 2,33%      | Palmeira das Missões    | Rio Grande do Sul  |
| 25700  | Júnior Coimbra              | PFL     | 11.883  | 2,00%      | Filadélfia              | Tocantins          |
| 15153  | Paulo Sidney                | PMDB    | 11.642  | 1,96%      | Inhumas                 | Goiás              |
| 11111  | Laurez Moreira              | PPB     | 11.575  | 1,95%      | Dueré                   | Tocantins          |
| 45678  | José Augusto Pugliesi       | PSDB    | 11.306  | 1,91%      | Goiânia                 | Goiás              |
| 11000  | Cacildo Vasconcelos         | PPB     | 11.134  | 1,88%      | Ipameri                 | Goiás              |
| 14666  | Walfredo Reis               | PTB     | 10.905  | 1,84%      | São José do Rio Preto   | São Paulo          |
| 25115  | Raimundo Moreira            | PFL     | 10.842  | 1,83%      | Nazaré                  | Tocantins          |
| 45045  | Eduardo Machado             | PSDB    | 10.812  | 1,82%      | Goiânia                 | Goiás              |
| 15200  | Sargento Aragão             | PMDB    | 10.651  | 1,80%      | Sertânia                | Pernambuco         |
| 22222  | Palmeri Bezerra             | PL      | 10.339  | 1,74%      | Carolina                | Maranhão           |
| 11101  | João Oliveira               | PPB     | 10.271  | 1,73%      | Loreto                  | Maranhão           |
| 14225  | Carlos Gaguim               | PTB     | 9.995   | 1,69%      | Ceres                   | Goiás              |
| 25234  | César Halum                 | PFL     | 9.619   | 1,62%      | Anápolis                | Goiás              |
| 11555  | Valuar Barros               | PPB     | 9.425   | 1,59%      | São Félix de Balsas     | Maranhão           |
| 45000  | Eduardo do Dertins          | PSDB    | 9.381   | 1,58%      | Cravinhos               | São Paulo          |
| 23700  | Solange Duailibe            | PPS     | 8.305   | 1,40%      | São Miguel do Tocantins | Tocantins          |
| 15120  | Eli Borges                  | PMDB    | 8.301   | 1,40%      | Ipameri                 | Goiás              |
| 25131  | Iderval Silva               | PFL     | 8.288   | 1,40%      | Anápolis                | Goiás              |
| 45614  | Fábio Martins               | PSDB    | 8.112   | 1,37%      | General Salgado         | São Paulo          |
| 15456  | Josi Nunes                  | PMDB    | 8.049   | 1,36%      | Porto Nacional          | Tocantins          |
| 13123  | Amália Santana              | PT      | 7.918   | 1,34%      | Itaberaí                | Goiás              |